# بطولة الصداقة الدولية 2019
بطولة الصداقة الدولية 2019 (بالإنجليزية: International Friendship Championship)‏ هي مسابقة كرة قدم دولية أُقيمت على ملعب جذع النخلة بمحافظة البصرة في العراق في الفترة ما بين 20 - 26 مارس 2019. شاركت فيها ثلاثة منتخبات وهي: منتخب العراق، منتخب سوريا ومنتخب الأردن. وهي ثاني بطولة تقام في العراق بعد رفع الحظر عن الملاعب العراقية وهي النسخة الثانية من بطولة الصداقة الدولية في العراق. و غابَ عن هذه البطولة المنتخب القطري وذلك لمشاركته ببطولة كوبا أمريكا 2019 في شهري يونيو ــ يوليو 2019 .
حصد منتخب العراق لكرة القدم هذه البطولة بعد فوزه بكل مبارياته ضد سوريا والأردن . فقد فاز بهدف نظيف على سوريا وبثلاثة أهداف مقابل هدفين على الأردن. وحصل منتخب سوريا لكرة القدم على البطاقة الفضية بنقاطٍ ثلاث بعد خسارة من العراق وفوز على الأردن بينما حصل منتخب الأردن لكرة القدم على البطاقة البرونزية بعد خسارتين من العراق وسوريا .

## المنتخبات المشاركة

### المنتخب الأردني لكرة القدم
مصدر:

## الترتيب
| م | الفريق | لعب | ف | ت | خ | أ.له | أ.ع | أ.ف | نقاط |
| - | ------ | --- | - | - | - | ---- | --- | --- | ---- |
| 1 | العراق | 2   | 2 | 0 | 0 | 4    | 2   | +2  | 6    |
| 2 | سوريا  | 2   | 1 | 0 | 1 | 1    | 1   | 0   | 3    |
| 3 | الأردن | 2   | 0 | 0 | 2 | 2    | 4   | −2  | 0    |

## المباريات
| العراق        | 0-1   | سوريا |
| ------------- | ----- | ----- |
| جستن عزيز 76' | تقرير |       |

| سوريا           | 0-1   | الأردن |
| --------------- | ----- | ------ |
| فراس الخطيب 86' | تقرير |        |

| العراق                                               | 2-3 | الأردن                               |
| ---------------------------------------------------- | --- | ------------------------------------ |
| أيمن حسين 38' · خليل بني عطية (هـ.ذ.) · مهند علي 70' |     | ريبين سولاقا (هـ.ذ.) · بهاء فيصل 87' |

مصادر:
 كووورة. نسخة محفوظة 23 فبراير 2019 على موقع واي باك مشين.</ref>

## الإحصائيات
تم تسجيل 7 هدف في 3 مباراة، بمتوسط 2,33 هدف في المباراة الواحدة ومسجلي الأهداف كالتالي :
هدف واحد
- جستن عزيز.
- مهند علي.
- أيمن حسين.
- فراس الخطيب.
- بهاء فيصل.

أهداف عكسية (هـ.ذ.)
- ريبين سولاقا (ضد الأردن).
- خليل بني عطية (ضد العراق).